# Goldfinch
Goldfinch es una variedad cultivar de ciruelo (Prunus domestica), de las denominadas ciruelas europeas. Un híbrido del cruce de 'Early Transparent Gage' x 'Jefferson'. Criado en Bedford por "Laxton Bros. Ltd.", en 1906.
Las frutas tienen un tamaño grande, con una piel de color amarillo verdoso, con el punteado unido a las pequeñas cicatrices ruginosas-"russetting", y una pulpa de color verde claro, transparente, con textura medio firme, muy jugosa, y sabor dulce, refrescante, muy bueno. Tolera las zonas de rusticidad según el departamento USDA, de nivel 5b, 5a, 6b, 6a, 7b, 7a.

## Historia
'Goldfinch' es una variedad de ciruela, híbrido del cruce de 'Early Transparent Gage' como "Parental Madre" x el polen de 'Jefferson' como "Parental Padre". Desarrollado y criado por el vivero "Laxton Bros. Ltd." Bedford, Inglaterra, (Reino Unido) a inicios del siglo  XX en 1906. Fue introducida en los circuitos comerciales en 1928. Recibió el « "Award of Merit" » ("Premio al Mérito") de la « "Royal Horticultural Society, RHS" »  (Real Sociedad Hortícola) en 1952. Está incluida en el grupo de las ciruelas "Reina Claudia".
'Goldfinch' se cultiva en la National Fruit Collection con el número de accesión: 1929 - 013 y nombre de accesión : Goldfinch. El espécimen fue recibido en el «National Fruit Trials» (Probatorio Nacional de Frutas) en 1929.

## Características
'Goldfinch' árbol de porte extenso, moderadamente vigoroso, erguido, sus hojas de la planta leñosa son caducas, de color verde, forma elíptica, sin pelos presentes, tienen dientes finos en el margen. Parcialmente autofértil, siendo polinizadores adecuados 'Andrierez', 'Cambridge Gage', 'Czar'. Las flores deben aclararse mucho para que los frutos alcancen un calibre más grueso. Tiene un tiempo de floración que comienza a partir del 15 de abril con el 10% de floración, para el 19 de abril tiene una floración completa (80%), y para el 4 de mayo tiene un 90% de caída de pétalos.
'Goldfinch' de forma ovalada oblonga, tiene una talla de tamaño grande (promedio 64.40gr) ligeramente asimétrica, presentando sutura fina línea como marcada con un alfiler; epidermis tiene una piel con pruina ligera, irregularmente distribuida, presenta piel de color amarillo verdoso, el punteado unido a las pequeñas cicatrices ruginosas-"russetting"; pedúnculo de longitud largo (promedio 20.42mm), de calibre grueso, bien adherido a la carne, pubescente, ubicado en una cavidad peduncular estrecha, poco profunda; pulpa de color verde claro, transparente, con textura medio firme, muy jugosa, y sabor dulce, refrescante, muy bueno.
Hueso libre, ligera adherencia en zona ventral, tamaño medio, elíptico, caras laterales arenosas formando depresión bien acusada a los costados de la zona ventral.
Su tiempo de recogida de cosecha se inicia en su maduración en la segunda a tercera decena de agosto.

## Usos
Se utiliza para su consumo en fresco.